# Tossal de les Forques (l'Albi)
El Tossal de les Forques és una muntanya de 561 metres que es troba al municipi de l'Albi, a la comarca catalana de les Garrigues.